# Albert Crusat
Albert Crusat Domènech est un footballeur espagnol né le 13 mai 1982 à Barcelone, qui évolue au poste d'ailier gauche.

## Carrière
- 2002-2003 :  Espanyol de Barcelone
- 2003-2004 :  Rayo Vallecano
- 2004-2005 :  UE Lleida
- 2005-2011 :  UD Almería
- 2011-2013 :  Wigan Athletic[1],[2]
- 2014 :  Bnei Sakhnin